# Chemminginletto
Chemminginletto (in russo Хеммингинлетто) è un piccolo isolotto russo nella parte nord-orientale del golfo di Finlandia, a 5 km dal confine russo-finlandese. Si trova nelle acque del mar Baltico. Amministrativamente fa parte del Vyborgskij rajon dell'oblast' di Leningrado, nel Circondario federale nordoccidentale.

## Geografia
Chemminginletto è situato a sud di Kamenistyj (остров Каменистый) e dell'isola di Pavel Messer (остров Павла Мессера). Tutte e tre le isole si trovano a est di Kozlinyj (a circa 2 km) e a sud-ovest dell'arcipelago Pitkjapaasi. Distano circa 1,5 km da Dolgij Kamen’. Su Chemminginletto si trova un faro.
L'isola fa parte della Riserva naturale statale Ingermanland (Ингерманландский заповедник).

## Storia
Chemminginletto passò dalla Svezia alla Russia nel 1721 ai sensi del Trattato di Nystad. Negli anni dal 1812 al 1917 apparteneva al Granducato di Finlandia e dal 1917 al 1940 alla Finlandia.